# Dale Rosenbloom
Dale Rosenbloom, né le 3 juillet 1964, est un producteur, scénariste et réalisateur de cinéma.

## Filmographie
Comme producteur
- 1990 : Instant Karma!
- 1991 : Rebelles (Across the tracks)
- 1992 : A Woman, Her Men, and Her Futon
- 1992 : Nails (TV)
- 1996 : Red Ribbon Blues
- 1996 : Shaïlo (Shiloh)
- 1997 : Voisine de cœur (Eight Days a Week)
- 1998 : Confessions of a Sexist Pig
- 1999 : Les Nouvelles Aventures de Shaïlo : L'Amitié retrouvée (Shiloh 2: Shiloh Season)
- 2000 : Reckless Indifference
- 2005 : Learn the Game: The Big Football Game (vidéo)
- 2006 : Saving Shiloh

Comme scénariste
- 1990 : Instant Karma!
- 1996 : Shaïlo (Shiloh)
- 1999 : Les Nouvelles Aventures de Shaïlo : L'Amitié retrouvée (Shiloh 2: Shiloh Season)
- 2006 : Saving Shiloh

Comme réalisateur
- 1996 : Shaïlo (Shiloh)